# Peliala leniusculalis
Peliala leniusculalis är en fjärilsart som beskrevs av Walker. Peliala leniusculalis ingår i släktet Peliala och familjen nattflyn. Inga underarter finns listade i Catalogue of Life.